# Rheochloa
Rheochloa é um género monotípico de plantas com flores pertencentes à família Poaceae. A única espécie é Rheochloa scabriflora.
A sua área de distribuição nativa é o Brasil.